# 小橋玲子
小橋 玲子（こばし れいこ、1953年3月3日 - ）は、日本の元女優、歌手。本名同じ。
大阪府出身。精華学園女子高等学校卒業。

## 来歴・人物
小学2年より少女漫画雑誌「なかよし」の表紙モデルとして活動する。その後、テレビドラマ『パパ起きてちょうだい』にレギュラー出演。本作終了後は一時芸能活動を休止するが、中学進学と同時に芸能活動を再開する。
再開後は、テレビドラマ『結婚の条件』などに出演。1968年、『怪奇大作戦』のSRI所員の紅一点・小川さおり役でレギュラー出演。
以後も、テレビドラマ『うちのかあさん』『おんぶにだっこ』のレギュラー出演や、ラジオ番組『ヤング・ヤング・ヤング』のアシスタントなどで活動するが、1970年代中盤に芸能界を引退した。
趣味は読書。歌手としても、シングル盤レコードを10枚ほど発売している。

## 出演

### テレビドラマ
- パパ起きてちょうだい（1959年、日本テレビ）
- おかあさん（第2シリーズ）第59話「造花の季節」（1960年、TBS）
- ママとおふくろ（1965年、日本テレビ） - 秋田マリ
- 山のかなたに（1966年、日本テレビ） - 和田タマ子
- お嫁さん（第1シリーズ）第21話（1966年、フジテレビ）
- おにぎり（1966年、日本テレビ）
- あいつと私（1967年、日本テレビ） - 恵子の妹
- 結婚の条件（1967年、TBS）
- こんにちわ結婚 第14話「お父さんの恋人」（1968年、日本テレビ）
- 花と果実（1968年、日本テレビ）
- 怪奇大作戦（1968年 - 1969年、TBS） - 小川さおり
- あひるの学校（1968年 - 1969年、NHK）
- おやじとオレと（1969年、日本テレビ）
- 白頭巾参上（1969年 - 1970年、TBS） - きく
- 竹千代と母 第9話（1970年、日本テレビ）
- おふくろの味（第1シリーズ）（1970年、日本テレビ）
- うちのかあさん（1970年、フジテレビ）
- おんぶにだっこ（1970年 - 1971年、フジテレビ）
- 恋愛術入門 第21話「花嫁りゃく奪作戦」（1971年、TBS / 国際放映） - 内藤美智子
- おちゃの子さいさい（1971年、フジテレビ）
- あほんだれ一代（1971年、フジテレビ）
- さぼてんとマシュマロ 第9話（1972年、日本テレビ）
- 一心太助 第14話「人情観進相撲」（1972年、フジテレビ） - お妙
- 十手野郎捕物控 第9話（1972年、TBS）
- おこりんぼ（1972年、TBS） - さつき[2]
- 新・番頭はんと丁稚どん（1972年、毎日放送） - 玲子
- 家光が行く 第3話「魚海岸の暴れん坊」（1972年、日本テレビ） - お仲
- 花嫁の父（1972年、日本テレビ）
- ゲンコツの海 第18話「恋のとりこオキナワ」（1973年、北日本放送） - 渡嘉敷京子
- お嫁に行きます（1973年、東京12チャンネル）
- 巣立ち（1973年、日本テレビ）
- おさななじみ（1973年、TBS） - 小国まり子
- 新十郎捕物帖・快刀乱麻 第6話「血ん血ん千鳥が三羽死羽」（1973年、朝日放送）
- つらつら椿（1973年、NHK）

### 映画
- 私と娘（1962年、東宝） - 岩谷麻理
- 大空に乾杯（1966年、日活） - チコ
- 北国の旅情（1967年、日活） - 金井妙子
- 東京ナイト（1967年、日活） - 和子
- 残雪（1968年、日活） - 百合子
- ザ・タイガース 世界はボクらを待っている（1968年、東宝） - みどり

### ラジオ
- 東芝ヤング・ヤング・ヤング（ニッポン放送） - アシスタント

### CM
- 佐久間製菓 サクマのチャオ

### バラエティー
- ヤング720（1967年 - 1970年、TBS） - 司会
- 日清世界クイズ（1970年 - 1971年、日本テレビ） - アシスタント
- 思い出のヒット曲（1973年4月 - 1973年9月、東京12チャンネル（現・テレビ東京）） - 司会
- 東芝アラカルトサロン・しあわせの味（1973年4月 - 1973年9月、日本テレビ） - 司会（関口 宏と共に）

### モデル
- なかよし (講談社)
- 小学五年生（1965年新年号、小学館）

## ディスコグラフィ
- 『土曜日の恋人（作詞：峰文人 作曲：山田隼人） / ごめんなさいね』（1969年5月）
- 『もしもぼくの背中に羽根がはえてたら（作詞・作曲：西岡たかし） / あの人の口笛』（1969年12月）
- 『最初で最後なの（作詞：小平みほ 作曲：かまやつひろし） / ふたりのために』（1970年6月）
- 『そよ風の贈りもの（作詞：北山修 作曲：加藤和彦） / ほほえみは胸に』（1971年6月）
- 『おしゃべりタンポポ（作詞：荘司きよし、鹿島昇 作曲：丹羽応樹 / ふたりが好き』（1971年11月）
- 『初恋のふるさとの夕焼け（作詞：なかにし礼 作曲：葵まさひこ） / 恋のケチャップ』（1972年5月）